# Alfirk
β Cephei (Beta Cephei) ist ein Stern im Sternbild Kepheus. Er trägt den Eigennamen Alfirk (arabisch الفرق, DMG al-Firq).
Beta Cephei ist der Prototyp einer Klasse pulsationsveränderlicher Sterne, der sogenannten Beta-Cephei-Sterne. Seine scheinbare Helligkeit schwankt mit einer Periode von 0,1904844 Tagen zwischen +3,16m und +3,27m.